# روبرت کخ
روبـِرت کُخ (به آلمانی: Robert Koch) (زاده ۱۱ دسامبر ۱۸۴۳، کلاوستال-تسلرفلد - درگذشته ۲۷ مه ۱۹۱۰، بادن بادن) ‏پزشک و دانشمند آلمانی که به دلیل مطالعات در زمینه عوامل میکروبی و کشف عامل بیماری سل که به‌خاطر نام وی باسیل کخ نیز نامیده می‌شود، مشهور است. وی در سال ۱۸۸۲ میلادی میکوباکتریوم توبرکلوزیس را توصیف نمود.

## زندگی
کخ در یازدهم دسامبر سال ۱۸۴۳ به عنوان سومین فرزند از سیزده فرزند پدر و مادرش در شهر کلاوس تال ایالت نیدرساکسن آلمان به دنیا آمد. از میان این فرزندان تنها نه پسر و دو دختر توانستند از دوران شیرخوارگی زنده بمانند.
روبرت کخ به هنگامی که چهارساله بود با نگاه کردن به تکالیف مدرسه برادران بزرگترش نوشتن و خواندن را آموخت.
در سال ۱۸۵۱ در کلاوستال وارد دبیرستان شد. او به زبان‌های کلاسیک لاتین و یونانی که آن زمان در دبیرستان تدریس می‌شد علاقه چندانی نشان نمی‌داد و برعکس به یادگیری فرانسوی و انگلیسی علاقه فراوانی داشت و همین آموختن زبان انگلیسی سپس، به او در پژوهش‌هایش در آفریقا و هندوستان کمک شایانی کرد. در اکتبر ۱۸۶۲ با موفقیت امتحانات دبیرستان را گذراند و دیپلم گرفت.
او در سال ۱۸۶۲ پس از اتمام دوران دبیرستان در شهر گوتینگن نخست به تحصیل در رشته زبان‌شناسی پرداخت اما در همان ترم اول رشته تحصیلی خود را عوض نمود و به پزشکی روی آورد.
از استادانی که کخ همواره به خاطر داشت گئورگ مایسنر، یکی از استادان کار با حیوانات بود که بعدها نقش مهمی را در زندگی پژوهشی کخ ایفا کرد. در سال ۱۸۶۵ کخ تحت نظر مایسنر دربارهٔ تشکیل اسید سوکسینیک در انسان به مطالعه پرداخت. کخ حتی بخشی از آزمایش‌های را روی خودش انجام می‌داد و رژیم غذایی خاصی را به خود تحمیل می‌کرد و هر روز ادرار خود را برای وجود اسید سوکسینیک مورد آزمایش قرار می‌داد.
چهار سال بعد روبرت که در مکتب اساتیدی چون یاکوب هنله، گئورگ مایسنر و کارل هاسه تعلیم دیده بود، تحصیل خود را در این رشته به پایان رسانید و در همان سال در میان شگفتی دیگران نامزدی خود را با امی فراتس اعلام و سال بعد هم با او ازدواج نمود.

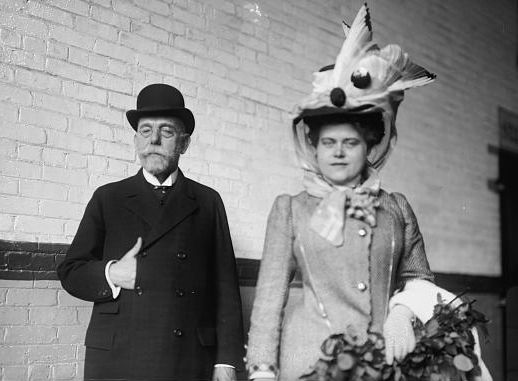
روبرت کخ و همسرش

کخ بلافاصله پس از اتمام تحصیلات خود در بیمارستان عمومی شهر هامبورگ به عنوان پزشکیار مشغول بکار شد. جایی که در همان سال ۱۸۶۶ به هنگام شیوع بیماری وبا فعالانه به کار پرداخت. بیشتر مبتلایان به این بیماری در آن سال جان خود را از دست دادند. در سال ۱۸۶۸ کخ در شهرک کوچک لانگنهاگن در نزدیکی هانوفر مشغول به‌کار بود جایی که بارها وادار گشت مطب کوچک خود را بخاطر کمبود مراجعین تعطیل نماید. با این وجود وی همچنان در اتاق کوچکی که پشت مطبش قرار داشت به پژوهش می‌پرداخت. نخستین کار بزرگ او زمانی شروع شد که به مبارزه با بیماری دامی سیاه زخم که دام‌های دامداران شهرک لانگن هاگن را نابود می‌کرد، پرداخت. او با ابداع روش نوینی که بر طبق آن پژوهش‌های میکروسکوپی آسانتر می‌شد به مشاهده میکروب‌ها پرداخت. تا پیش از آن نمونه‌های آزمایشی را در محلول‌هایی نگاهداری می‌کردند و به هنگام قرار دادن نمونه‌ها به زیر لوله میکروسکوپ، باکتری‌ها با حرکت در محلول از میدان دید واقع در زیر لوله میکروسکوپ دور می‌شدند. کخ با درست کردن خمیری از جلبک‌ها که آن را آگار- آگار می‌نامند، میکروب‌ها و باسیل‌های پرورشی درون خمیر را کم حرکت می‌کرد.
او در سال‌های ۱۸۷۰ و ۱۸۷۱ داوطلبانه به عنوان پزشک ارتش در جنگ‌های میان آلمان و فرانسه خدمت نمود و پس از بازگشت از جنگ با شرکت در امتحانی که با موفقیت آن را پشت سر گذاشت، توانست به عنوان رسمی پزشک دولتی دست یابد و عضو آکادمی پزشکی سلطنتی آلمان گردد.
کخ ابتدا تنها کار می‌کرد اما بعدها سرپرستی تیم‌های پزشکی متعددی را بعهده گرفت. یکی از بزرگترین و بارزترین استعدادهای وی تشکیل تیم‌هایی از متخصصین پیرامون خویش و تشویق آنان به کار بود.
در آن زمان پزشکان اروپا در امر مبارزه با بیماری‌ها چندان موفق نبودند و کخ در این رابطه می‌گفت: زمانی که پزشکی در پشت تابوت بیمارش راه می‌رود، به این می‌ماند که علت در پی نتیجه دوان باشد.

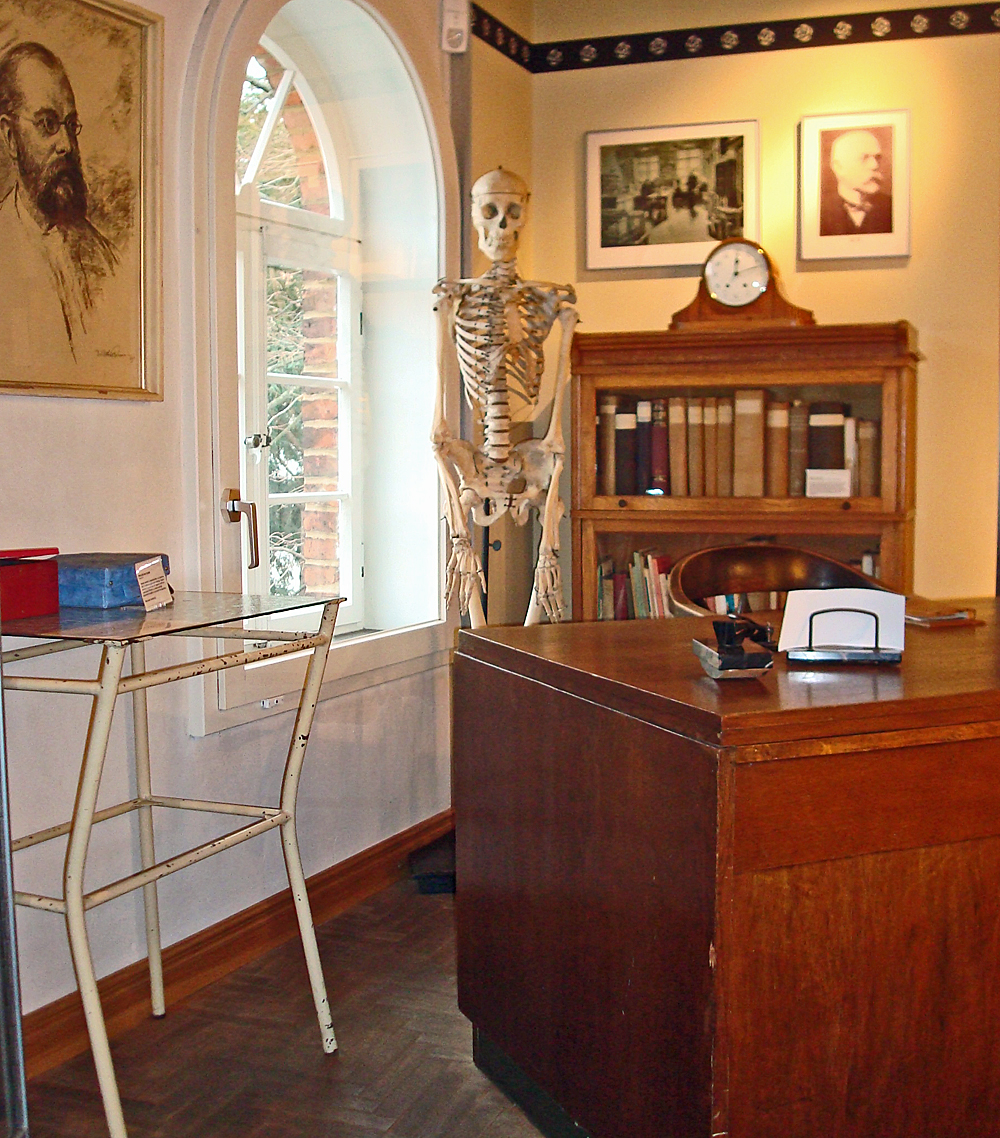
موزه روبرت کخ

کخ به‌همراه متخصصین پیرامونش کوشش می‌کردند که در مسیری دیگر گام بردارند. در سال ۱۸۸۲ کخ موفقترین سال زندگی پزشکی خود را که با فراز و نشیب بعدی هم همراه شد، پشت‌سرگذاشت. او در این سال رسماً اعلام نمود که عامل بیماری سل را شناسایی کرده‌است. این یک خبر خارق‌العاده بود که بسرعت در تمامی جهان پخش گردید. سل یک بیماری معمولی نبود. به آن طاعون سپید می‌گفتند و مسبب بیست درصد از کل مرگ‌ومیرها در اروپا بود که بیشتر نیز گریبان جوانترها را می‌گرفت و درمان هم نداشت زیرا که علت را نمی‌شناختند. با کشف باسیل کخ، اکنون مشخص گشته بود که این بیماری از کجا می‌آید و چرا بیشتر در محله‌های پرجمعیت و کم درآمد یافت می‌شود و نیز چگونه می‌توان از گسترش آن جلوگیری نمود.
در سال ۱۸۸۳ کخ به‌همراه تیمی پزشکی از فرانسه در مصر به مبارزه با وبا برخاست و در آنجا باکتری ویبریو را که عامل اصلی بیماری وبا می‌باشد، دوباره شناسایی کرد. این باکتری پیشتر توسط پزشکی ایتالیایی بنام فیلیپو پاچینی در سال ۱۸۵۴ یعنی تقریباً سی سال پیشتر از کخ کشف شده بود ولی به این کشف اهمیتی نداده بودند.
در سال ۱۸۸۵ کخ به درجه استادی دانشگاه برلین نایل گشت.

هشت سال پس از کشف عامل بیماری سل، کخ دچار اشتباهی در امر عرضه داروی معالجه این بیماری گردید. ماجرا به اینصورت بود که در اوت سال ۱۸۹۰ قرار بود که پنج هزار نفر از پزشکان و پژوهشگران در رشته پزشکی از چهل کشور جهان، به‌مناسبت دهمین کنگره بین‌المللی پزشکی گرد هم آیند. کشور آلمان به عنوان میزبان این گردهمایی کوشش فراوان داشت که خود را موفق و مسلط به فن نشان دهد. روبرت کخ نیز به عنوان یکی از سه سخنگوی اصلی کنگره برگزیده شده بود. مشخص نیست که آیا کخ تحت تأثیر فشارهای تبلیغاتی یا اینکه بنا به انگیزه‌های شخصی در این کنگره دارویی برای معالجه و پیشگیری بیماری سل به شرکت کنندگان در کنگره معرفی کرد. این دارو گرچه پیش از آن بمدت کوتاهی بر روی خود کخ و برخی دیگر از همکارانش آزمایش شده بود ولی این آزمایش‌ها به نتایج قطعی نرسیده بودند.
پخش این خبر هزاران نفر بیمار را از سراسر اروپا بسوی برلین روانه ساخت. همگی امید داشتند که بهبود یابند. بیمارستان‌های برلین پر شده بودند و هتل‌های برلین نیز مملو از بیماران بود به‌صورتی که امر مداوا در خود هتل‌ها انجام می‌گرفت. اما دارو چیزی را که از آن انتظار می‌رفت انجام نداد و کخ که تحت فشار عمومی قرار گرفته بود از ترس مردم خشمگین به‌همراه همسرش آلمان را به مقصد مصر ترک نمود.
این آغاز سفرهای زیادی به مناطق مختلفی در جهان بود که در آن‌ها کخ پیوسته در شکار میکروب‌ها و باسیل‌ها بود و به مبارزه با بیماری‌های مسری و شایع می‌پرداخت و سال‌های زیادی به‌طول کشید. همان سال با یک دختر جوان به نام هدویگ فرایبرگ ازدواج مجدد کرد که تا پایان عمر با او بود.
در سال ۱۸۹۳ کخ از همسرش جدا شد و در سال ۱۹۰۵ آکادمی نوبل با دادن جایزه پزشکی نوبل آن سال به کخ از زحمات و کارهای وی در امر پزشکی قدردانی نمود.

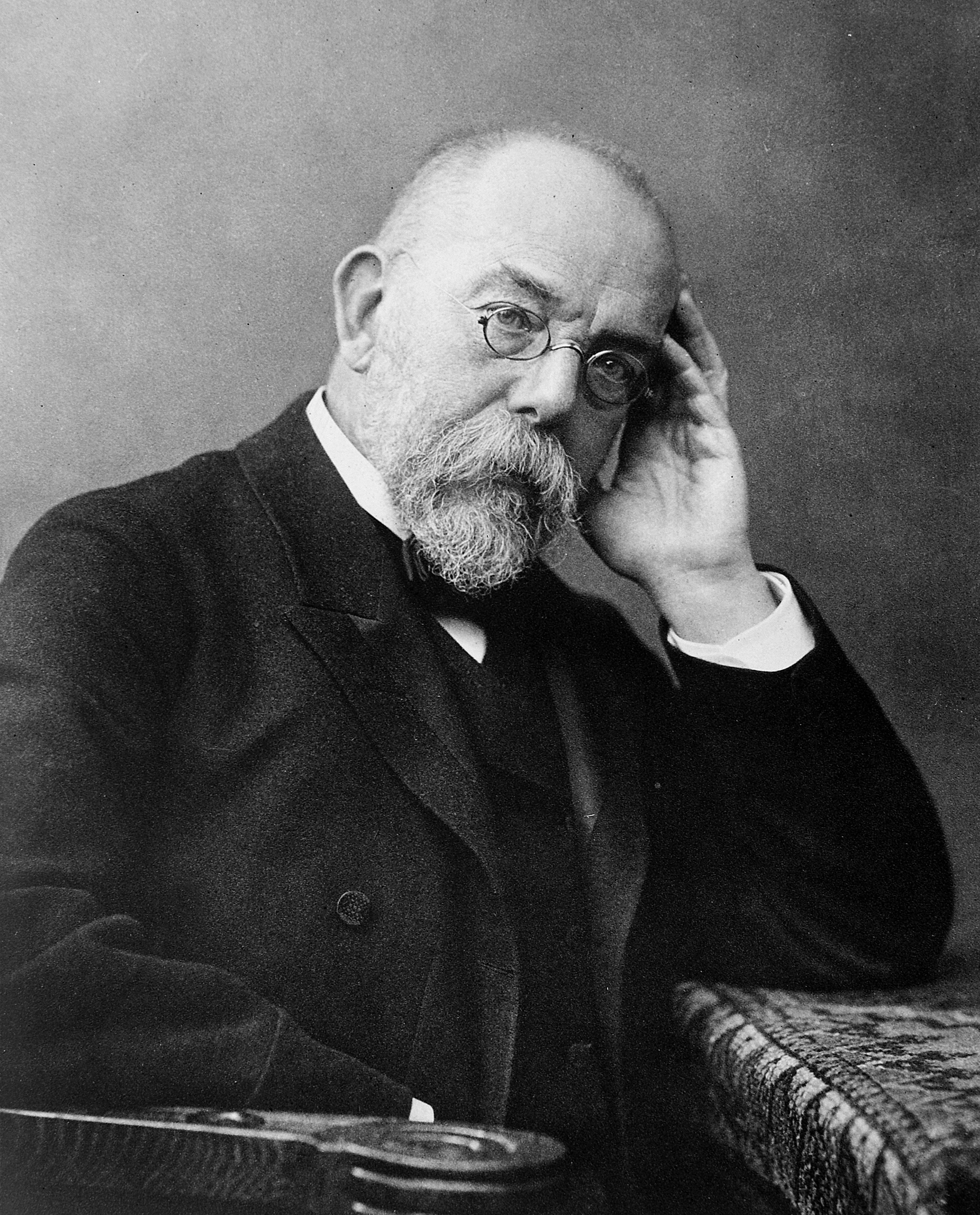
در سال ۱۹۰۰

## مرگ
پنج سال پس از آن در بیست و سوم ماه مه سال ۱۹۱۰ کخ که بارها از دست بیماری‌های عفونی و مسری مانند مالاریا رهایی یافته بود در سمت چپ سینه خود احساس درد کرد و دچار نفس‌تنگی شد. او را به بیمارستانی در بادن-بادن آلمان منتقل نمودند. در بیست و هفتم همان ماه پزشک معالجش او را در اتاق خود در برابر در باز بالکن و نشسته بر روی صندلی بی‌حرکت یافت. جسد کخ را بنا به وصیت وی سوزاندند و خاکسترش را در ظرفی نهاده و به انستیتوی مبارزه با بیماری‌های عفونی در برلین فرستادند. این ظرف در محلی ویژه نگاه داشتند و پس از آن نیز با انتقال آن به انستیتوی تازه‌ای که به‌نام خود کخ نامیده می‌شود از آن نگاهداری می‌کنند.

## انگاره کخ
روبرت کخ در شکل‌گیری نظریه میکروب‌های بیماری‌زا نقش مهمی ایفا نمود. بر اساس انگاره کخ (به آلمانی: Henle-Koch-Postulate) برای اینکه ثابت شود شود ریزاندامگانی عامل بیماری ای است:
1. ریزاندامگان عامل بیماری باید به مقدار زیاد در تمام گونه جانداران مبتلا به این بیماری یافت شود، اما باید در گونه‌های سالم یافت نشود.
2. ریزاندامگان عامل بیماری باید از یک جاندار بیمار جدا شده و بتواند در کشت خالصی رشد داده شود.
3. هنگامی که موجود زندهٔ مشابهی به ریزاندامگان عامل بیماری کشت شده آلوده گشت باید بیمار شود.
4. ریزاندامگان عامل بیماری که از جاندار بیمار جدا می‌شود باید مشابه ریزاندامگان عامل بیماری اولیه و کشت گشته باشد.

گرچه این نطریه شامل کاستی‌های اساسی است، اما در شکل‌گیری نظریه میکروب‌های بیماری‌زا نقش مهمی داشت.